# Acalypha welwitschiana
Acalypha welwitschiana é uma espécie de flor do gênero Acalypha, pertencente à família Euphorbiaceae.